# Pyrrhus (Royer)
Représentations notables
Personnages
- Polixène (soprano)
- Pyrrhus (basse)
- Acamas (ténor)
- Eriphile (mezzo-soprano)

Pyrrhus est un opéra du compositeur Joseph-Nicolas-Pancrace Royer, créé au Théâtre du Palais-Royal (l'Opéra de Paris), le 26 octobre 1730. Il prend la forme d'une tragédie en musique en un prologue et cinq actes. Le livret, de J. Fermelhuis, est basé sur le mythe grec de Pyrrhus, fils d'Achille. Sophocle a consacré une tragédie, aujourd'hui perdue, au personnage de Polyxène.

## Histoire

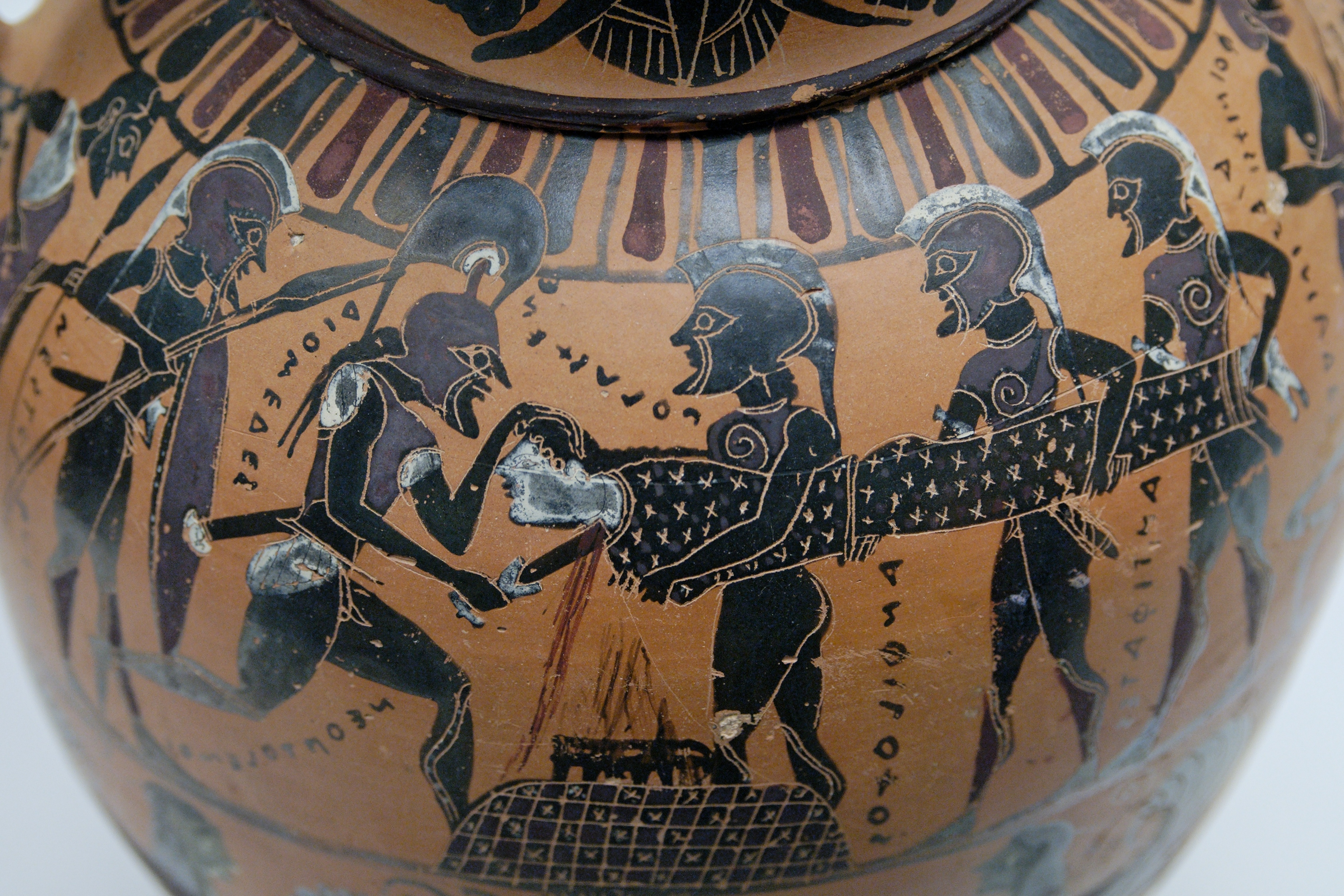
Sacrifice de Polixène. Amphore tyrrhénienne, vers 570-550 av. J.-C (British Museum).

Selon Girdlestone,, le sujet de Polixène « a connu une carrière lyrique presque aussi fournie que Médée ou Armide ». Cependant, l'opéra de Royer, n'a connu que sept représentations. Desfontaines le 30 octobre en rend compte ainsi au prince Antoine : 

« L'opéra de notre jeune autheur fut joué jeudy dernier sans recevoir du public les applaudissemens que j'en attendois. On a senty quelques beautez comme la Chacone, un chœur de Magie, un chœur du 2d acte, et plusieurs morceaux dans les roles, mais la froideur du poëme a dégouté de la musique. »

Malgré cela, la partition est recopiée. Une partie de la scène infernale, est insérée dans Tancrède de Campra, lors d'une reprise en 1764. La ritournelle (au troisième acte également) et le chœur des nymphes du quatrième acte, sont insérés lors de la reprise d’Alcione de Marin Marais en 1771.
L'opéra est joué une nouvelle fois à Versailles le 16 septembre 2012. L’exécution est enregistrée et publiée en 2014 chez Alpha.

## Argument
La princesse Polixène est exécutée par Pyrrhus, pour venger la mort de son père.

## Rôles
- Polixène (princesse troyenne, fille de Priam et d'Hécube) : Marie Pélissier
- Pyrrhus (fils d’Achille et meurtrier de Priam) : Claude-Louis-Dominique de Chassé de Chinais
- Acamas (Prince du sang de Pyrrhus et confident de Pyrrhus) : Denis-François Tribou
- Eriphile : Marie Antier

Les décors sont confiés à Jean-Nicolas Servandoni.

## Enregistrement
- Pyrrhus - Emmanuelle de Negri, soprano (Polixène) ; Alain Buet, basse (Pyrrhus) ; Guillemette Laurens, mezzo-soprano (Eriphile) ; Jeffrey Thompson, ténor (Acamas) ; Lisa Goode Crawford, clavecin ; Orchestre et chœur Les Enfants d'Apollon, dirigé par Michael Greenberg (14-16 septembre 2012, 2CD Alpha 953)[5] (OCLC 873945842)

## Sources
- Félix Clément et Pierre Larousse Dictionnaire des Théâtresde Paris, Paris, 1881, p. 559.
- Fiche de l'opéra sur operabaroque.fr
- Michael Greenberg, « Pyrrhus », p. 14–21, Alpha, 2014 (Lire en ligne) (OCLC 873945842) .